# Fruity Frank
Fruity Frank, aussi connu sous le nom Tutti Frutti, est un jeu vidéo édité par Kuma Software en 1984 sur Amstrad CPC et en 1985 sur MSX. Il s'agit d'un jeu d'action/réflexion dans lequel le joueur incarne Frank, un jeune homme ramassant des fruits à travers plusieurs tableaux.
Il s'agit d'une adaptation libre du jeu Mr Do! d'Universal sorti deux ans plus tôt et non adapté sur Amstrad CPC.

## Système de jeu
Le jeu se joue avec une manette ou au clavier.
Le joueur dispose de trois vies et doit ramasser tous les fruits du tableau à l'exception des pommes en évitant des monstres. Frank possède un pépin de pomme qu'il peut lancer pour se débarrasser des monstres. Il ne peut en utiliser qu'un seul à la fois. Une fois qu'il a atteint une cible ou a été perdu dans le nid des monstres, il réapparaît après quelques instants. Il doit également éviter de se faire écraser par les pommes.
Plus on progresse dans les niveaux, plus les fruits rapportent de points (orange, myrtille...) et plus le rythme du jeu s'accélère. Le nombre de monstres augmente également lors de la progression de tableaux en tableaux. Les monstres les plus rapides rapportent plus de points, et l'ultime d'entre eux, « la fraise » est extrêmement rapide tout en se dirigeant directement sur Frank lors de son apparition. Frank traverse 7 tableaux qui se bouclent s'il arrive à passer le septième.
À chaque cycle complet, soit une fois tous les 7 niveaux, l'action devient plus rapide, accroissant automatiquement la difficulté.

## Modes de jeu
Il existe trois modes de difficultés pour commencer une partie :
- Slow (rythme lent)
- Medium (rythme moyen)
- Fast (rythme rapide)

## Fruits et Ennemis, les points
Le Jaune "au gros nez", lent : 20 points au tir, 40 points par écrasement.
Le violet "aubergine", rapide, creuse : 50 points au tir, 100 points par écrasement
La "Fraise", très rapide, creuse : 100 points au tir, 200 points par écrasement
Les verts "Les lettres" (B, O, N, U, S) :
- B : 20 points au tir, 40 points par écrasement
- O : 50 points au tir, 100 points par écrasement
- N : 100 points au tir, 200 points par écrasement
- U : 200 points au tir, 400 points par écrasement
- S : 400 points au tir, 800 points par écrasement

Au bout de 1 000 points, Frank gagne une vie supplémentaire, avec un maximum de 2 vies.
Une fois atteint les 100 000 points, le compteur se réinitialise à 0.

## Musiques
Les musiques du jeu sont inspirées de chansons et comptines traditionnelles britanniques et américaines. En voici la liste incomplète :
- Niveau 1 : A Life on the Ocean Wave (en) (Marche des Royal Marines)
- Niveau 2 : Where have you been all the day, Billy Boy (en) (version irlandaise)
- Niveau 3 : ??
- Niveau 4 : Sweet Molly Malone
- Niveau 5 : Go no more A-roving
- Niveau 6 : My Bonnie Lies over the Ocean
- Niveau 7 : London Bridge Is Falling Down